# 腓力三世 (拿騷-威爾堡)
腓力三世（Philipp III. von Nassau-Weilburg，1504年9月20日—1559年10月4日），路德維希一世之子，拿騷-威爾堡伯爵（1523—1559）。有兩個兒子阿爾布雷希特、腓力四世。